# Stadion Cracovii (1912–2009)
Stadion Cracovii (1912–2009) – stadion piłkarski w Krakowie, w Polsce, funkcjonujący w latach 1912–2009. Mógł pomieścić 11 000 widzów. Swoje spotkania rozgrywali na nim piłkarze klubu Cracovia. W latach 2009–2010 w jego miejscu powstał nowy stadion Cracovii mogący pomieścić ponad 15 000 widzów.

## Historia
Przed rokiem 1912 piłkarze Cracovii swoje spotkania rozgrywali na boiskach w parku Jordana, na błoniach, na boisku wewnątrz dawnego toru wyścigów konnych oraz na stadionie Zlotowym. Stadion Cracovii powstał w latach 1911–1912, a uroczyste otwarcie Parku Gier Klubu Sportowego Cracovia miało miejsce 31 marca 1912 roku. Nowy obiekt posiadał w chwili otwarcia żużlową bieżnię, drewnianą trybunę na 500 widzów oraz wały ziemne z których spotkania mogło oglądać dalszych 5000 widzów. Na inaugurację Cracovia zremisowała w meczu towarzyskim z Pogonią Lwów 2:2. W rok po otwarciu stadionu piłkarze Cracovii osiągnęli pierwszy sukces, zdobywając Mistrzostwo Galicji. W 1921 roku klub ten został pierwszym w historii Mistrzem Polski. Tytuł ten Cracovia zdobywała jeszcze w latach 1930, 1932, 1937 i 1948. 14 maja 1922 roku na stadionie towarzyski mecz z Węgrami rozegrała piłkarska reprezentacja Polski (0:3). Był to drugi mecz reprezentacji Polski w historii i pierwszy grany na własnym terenie. Kadra narodowa zagrała później na tym obiekcie jeszcze trzy razy: 3 czerwca 1923 roku z Jugosławią (1:2), 1 listopada 1923 roku ze Szwecją (2:2) i 1 listopada 1925 roku, również ze Szwecją (2:6). W latach 1923–1924 zwiększono pojemność obiektu do 11 000 widzów. 1 stycznia 1925 roku na stadionie odbył się trening piłkarzy Cracovii, od tego czasu tradycją stało się organizowanie przez ten klub treningów w każdy Nowy Rok. W lipcu 1925 roku stadion ucierpiał wskutek powodzi; po roku obiekt został odbudowany, po raz kolejny powiększono trybuny a także wybudowano tor kolarski. 4 maja 1928 roku arenie nadano imię Marszałka Józefa Piłsudskiego. W 1937 roku tor kolarski wyposażono w sztuczne oświetlenie. Podczas II wojny światowej obiekt zajęli niemieccy żołnierze, urządzając na nim magazyn oraz parking. Pod koniec wojny stadion przejęli żołnierze Armii Czerwonej.
We wrześniu 1945 roku zdewastowany wskutek wojny obiekt został prowizorycznie odbudowany, a oficjalne otwarcie nastąpiło wiosną następnego roku. Niedługo po wojnie patronem stadionu uczyniono Edwarda Cetnarowskiego, z czasem nowa nazwa wyszła jednak z użycia. 16 grudnia 1963 roku stadion uległ pożarowi wskutek podpalenia przez nieznanych sprawców. Otwarcie odbudowanego stadionu nastąpiło dopiero 11 września 1966 roku (prace trwały jeszcze do roku 1967), do tego czasu Cracovia zmuszona była swoje spotkania rozgrywać na stadionach Wawelu i Wisły.
10 września 1969 roku padł rekord frekwencji obiektu. Spotkanie z Górnikiem Zabrze obejrzało wówczas z trybun 35 000 widzów. W latach 1974–1976 wybudowano nowy budynek klubowy. W 1978 roku obiekt był jedną z aren 31. Turnieju Juniorów UEFA. W 1991 roku patronem stadionu ponownie został Marszałek Józef Piłsudski. Na stadionie odbywały się kongresy Świadków Jehowy. W 1993 roku odbył się pierwszy z nich pod hasłem „Pouczani przez Boga”, w zamian za udostępnienie stadionu wykonali oni szeroki zakres robót remontowych i porządkowych. Kolejne odbyły się w roku 1994 pod hasłem „Bojaźń Boża”, w roku 1995 („Rozradowani chwalcy Boga”), w 1996 („Posłańcy pokoju Bożego”), 1997 („Wiara w Słowo Boże”), 1998 („Boża droga życia”).
Pod koniec lat 90. XX wieku zainteresowana modernizacją stadionu (w zamian za możliwość wybudowania obok centrum usługowo-handlowego) była firma IVACO.
W październiku 2000 roku ruszyła przebudowa, wstrzymana jednak przez siostry Norbertanki, będące właścicielem terenu stadionu. Przed wstrzymaniem prac zdążono jedynie wyburzyć budynek klubowy, przez co klub zmuszony był nowe szatnie urządzić w kontenerach. Na początku 2005 roku prezydent Krakowa, Jacek Majchrowski wynegocjował przekazanie terenu miastu, co zniosło przeszkody dla ewentualnych przyszłych inwestycji. W 2004 roku, po 20 latach przerwy Cracovia powróciła do Ekstraklasy, przez co w latach 2004–2005 przeprowadzono szereg modernizacji, m.in. wyburzono fragment toru kolarskiego, zainstalowano podgrzewaną murawę, sztuczne oświetlenie o natężeniu 1400 luksów, zadaszono część widowni oraz zainstalowano na trybunach kilka tysięcy plastikowych krzesełek. 4 kwietnia 2005 roku na stadionie odbyła się tzw. „msza pojednania” w intencji zmarłego Jana Pawła II, który sympatyzował z Cracovią. Szerokim echem odbiło się wtedy pojednanie kibiców dwóch zwaśnionych klubów – Wisły i Cracovii, które nie okazało się jednak trwałe. Pomimo modernizacji z lat 2004–2005 postanowiono wkrótce wybudować w miejscu przestarzałego obiektu zupełnie nowy stadion. W 2007 roku wybrano koncepcję architektoniczną nowej areny. W maju 2009 roku wyłoniono wykonawcę przebudowy stadionu, konsorcjum Alpine. 17 czerwca podpisano umowę, a 10 lipca rozpoczęto rozbiórkę starego i budowę nowego obiektu.
Otwarcie nowej areny na ponad 15 000 widzów nastąpiło we wrześniu 2010 roku, 14 miesięcy przed planowanym terminem oddania do użytku. W trakcie trwania prac piłkarze Cracovii swoje spotkania w charakterze gospodarza rozgrywali na stadionie Ludowym w Sosnowcu oraz na stadionie Hutnika w Krakowie.